# ロリータ・シンドローム
ロリータ・シンドローム（Lolita Syndrome）は思春期少女へと持続的に向かう性的関心のこと。もしくは少女を性的対象物として扱うこと。
元来、ナボコフの小説『ロリータ』の影響の下に書かれた、フランスの作家・思想家であるシモーヌ・ド・ボーヴォワール（Simone de Beauvoir）の作品『ブリジット・バルドーとロリータ・シンドローム』（1960年）で有名になった言葉だと思われるが、ボーヴォワールは特に対象となる少女の年齢を狭く限定していない。